# Santuario della Madonna delle Grazie (Tre Colli)
Il santuario della Madonna delle Grazie si trova a Tre Colli, nel comune di Calci.

## Storia e descrizione
La chiesa era intitolata a San Bartolomeo almeno dal XIII secolo, e risale presumibilmente all'XI secolo, anche se le forme attuali corrispondono ad una ristrutturazione contemporanea. Il campanile corrisponde all'antica torre del borgo medievale abbattuta dai pisani nel 1288, e conserva una campana di Nicolò Bondi del 1392.
Nell'interno ad aula unica sono conservati un prezioso crocifisso ligneo del XIV secolo e sculture lignee del XVI secolo.